# 伊斯兰合作组织
伊斯兰合作组织（阿拉伯語：منظمة التعاون الإسلامي；简称伊合组织）原名伊斯兰会议组织，是一个伊斯兰世界的政府间国际组织，为联合国大会观察员；该组织由遍及西亚（中东）、中亚、西非、北非、印度次大陆和東南亚的57个国家组成，覆盖的人口约为16亿。秘书处设在沙特阿拉伯王国的吉达市；现任秘书长是来自乍得的侯赛因·卜拉欣·塔哈（自2020年起）。
组织的宗旨是促进各成员国之间在经济、社会、文化和科学等方面的合作；努力消除种族隔离和种族歧视，反对一切形式的殖民主义；支持巴勒斯坦人民恢复民族权利和重返家园的斗争；支持穆斯林保障其尊严、独立和民族权利的斗争。
但要注意的是並非每個成員國是伊斯蘭國家，如蓋亞那、蘇利南、莫三比克、喀麥隆、烏干達、加彭和多哥等國，伊斯蘭反而是少數人的信仰。阿尔巴尼亚則是唯一加入該組織的歐洲大陸的主權國家和聯合國會員國。2002年脫離印尼獨立的東帝汶和2011年脫離蘇丹獨立的南蘇丹也在獨立後脫離該組織的勢力範圍。

## 历史
1969年9月22日至25日，第一次伊斯兰国家首脑会议在摩洛哥首都拉巴特举行，会议的最后一天即25日一致通过──成立伊斯兰会议组织；1970年3月举行第一次伊斯兰国家外长会议，筹组伊斯兰合作组织常设机构──秘书处，1970年5月27日正式成立。2011年6月28日，该组织从伊斯兰会议组织（阿拉伯語：منظمة المؤتمر الإسلامي）更名为现名。

## 组织
伊斯兰合作组织分为伊斯兰国家首脑会议、外长会议，常设秘书处是伊斯兰合作组织的主要机构。首脑会议每3年举行一次，是伊斯兰合作组织的最高权力机构，可以随时召开特别首脑会议；外长会议每年在成员国间轮流举行一次。伊斯兰合作组织还设有伊斯兰开发银行、耶路撒冷委员会、阿富汗问题委员会、伊斯兰和平委员会、伊斯兰法庭、伊斯兰发展基金会和伊斯兰经贸常设委员会等机构。

### 歷任秘書長

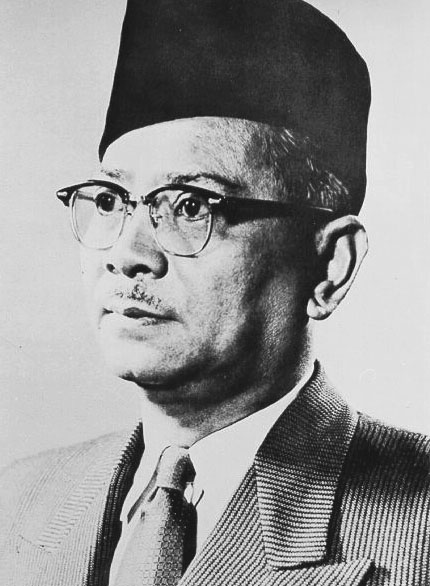
第一任秘书长
东姑阿都拉曼

1. 东姑阿都拉曼（1971年－1973年）
2. 哈桑·图哈米（英语：Hassan Tuhami）（1974年－1975年）
3. 阿馬杜·卡里姆·蓋伊博士（1975年－1979年)）
4. 哈比·查蒂（1979年－1984年)
5. 賽義德·謝里夫·皮扎達（英语：Syed Sharifuddin Pirzada）（1985年－1988年）
6. 哈米德·阿蓋比德（英语：Hamid Algabid）博士（1989年－1996年）
7. 阿澤丁·拉臘基（英语：Azzeddine Laraki）博士（1997年－2000年）
8. 阿布杜勒·瓦希德·贝尔克齐兹（英语：Abdelouahed Belkeziz）博士（2001年－2004年)
9. 埃克梅萊丁·伊赫薩諾盧博士（2005年－2014年）
10. 伊亚德·迈达尼（英语：Iyad bin Amin Madani）（2014年—2016年）
11. 尤素福·歐賽敏 (2016年—2020年)
12. 侯赛因·易卜拉欣·塔哈（英语：Hissein Brahim Taha） （2020年—至今）

### 首脑会议
伊斯兰合作组织中的最大機構，參與者為伊斯兰國家的元首和政府首腦，每3年召開一次。

### 外长会议
每年舉行一次會議，審查首腦會議中進度報告的執行情況，並作出決定，確立伊斯蘭首腦會議的政策。

### 常設秘書處
伊斯兰合作组织中的行政機構，負責執行前面兩個機構的決定，位於沙特阿拉伯的吉達。

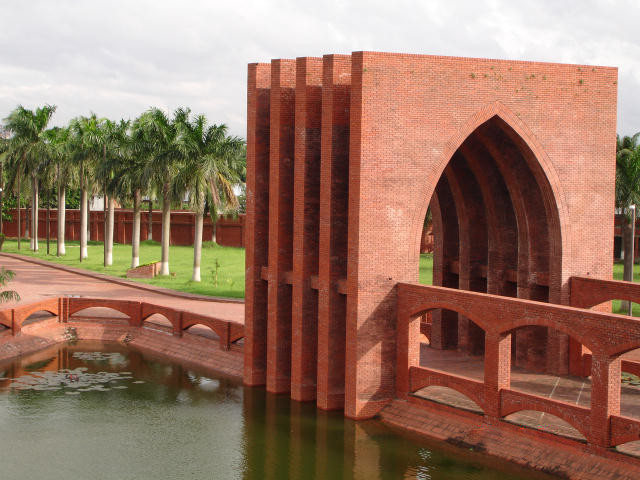
組織在孟加拉開辦的伊斯蘭科技大學

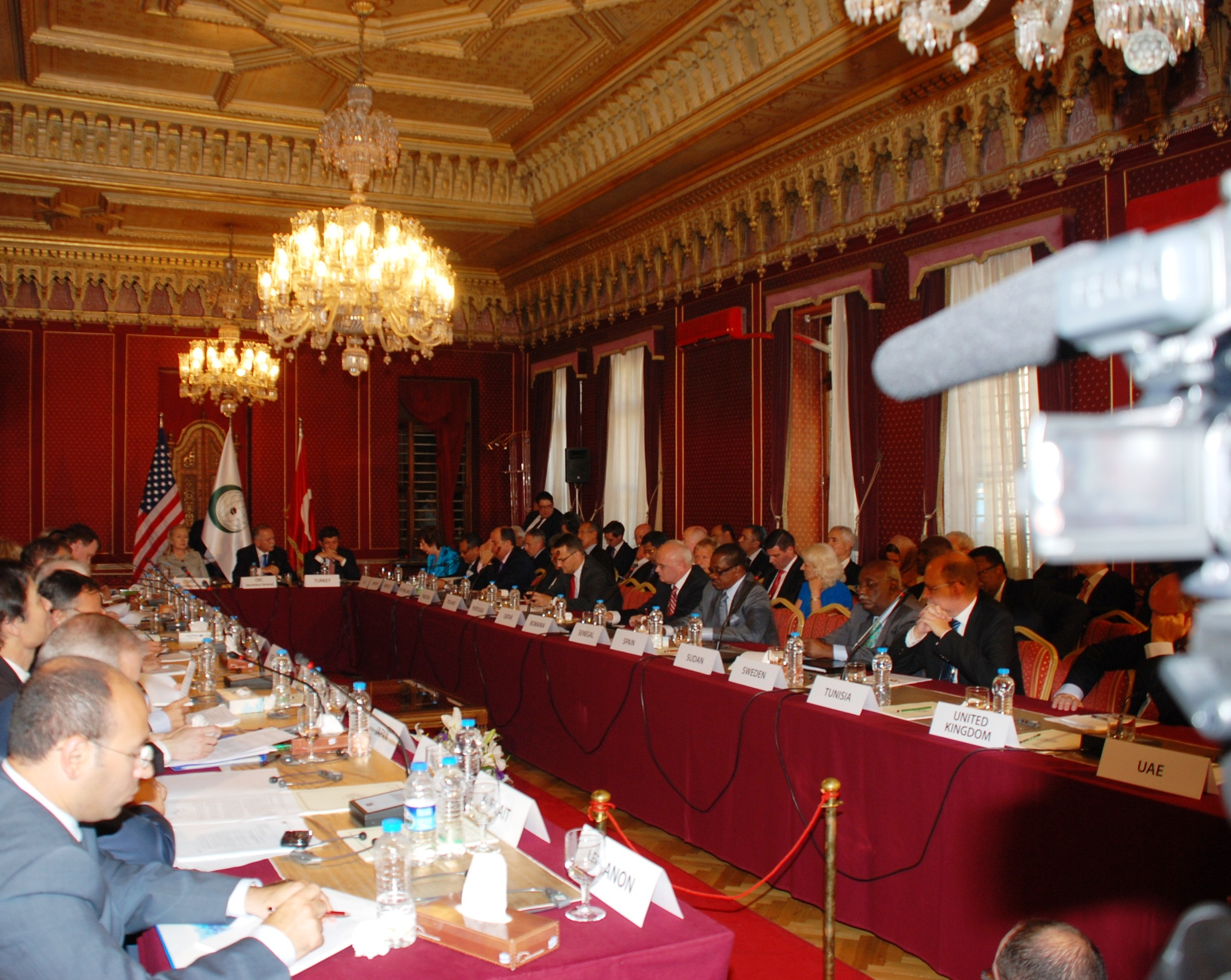
組織與美國展開的談判

### 常設委員會
- 文化和資訊事務委員會
- 經濟和商業合作委員會
- 科學和技術合作委員會
- 伊斯蘭經濟文化和社會事務委員會
- 財務委員會
- 財務監管機構

### 附屬機構
- 伊斯蘭國家統計、經濟和社會研究及訓練中心(SESRIC)，位於土耳其安卡拉。
- 伊斯蘭歷史，藝術和文化研究中心(IRCICA)，位於土耳其伊斯坦布爾。
- 伊斯蘭理工大學(IUT)，位於孟加拉國達卡。
- 伊斯蘭學學院，位於沙特阿拉伯吉達。
- 伊斯蘭大學（英语：Islamic University of Niger），位於尼日尔。
- 伊斯蘭大學（英语：Islamic University in Uganda），位於烏干達姆巴萊。

### 專門機構
- 伊斯蘭教育科學及文化組織(ISESCO)，位於摩洛哥拉巴特。
- 伊斯蘭國家廣播組織(ISBO)和伊斯蘭國際通訊社(IINA)，位於沙特阿拉伯吉達。

### 輔助機構
- 世界伊斯蘭經濟論壇(WIEF)，位於馬來西亞吉隆坡。
- 伊斯蘭工商會(ICCI)，位於巴基斯坦卡拉奇。
- 伊斯蘭國家首都和城市組織(OICC)，位於沙特阿拉伯吉達。
- 伊斯蘭國家團結運動會，位於沙特阿拉伯利雅得。
- 伊斯蘭國際紅新月會委員會(ICIC)，位於利比亞班加西。
- 伊斯蘭出租人協會(ISA)，位於沙特阿拉伯吉達。
- 國際阿拉伯伊斯蘭學校世界聯合會，位於沙特阿拉伯吉達。
- 國際伊斯蘭銀行協會，位於沙特阿拉伯吉達。
- 伊斯蘭會議對話與合作青年論壇(ICYF-DC)，位於土耳其伊斯坦布爾。
- 伊斯蘭銀行和金融機構總理事會(CIBAFI)，位於巴林麥納麥。

## 参加主体

伊斯兰合作组织成员国
观察员国

### 成员国
| 国家         | 加入年份 | 穆斯林比例 |
| ------------ | -------- | ---------- |
| 阿富汗       | 1969年   | > 99.0%    |
| 阿尔巴尼亚   | 1992年   | 80.30%     |
| 阿尔及利亚   | 1969年   | 97.75%     |
|              | 1991年   | 96.75%     |
| 巴林         | 1970年   | 70.30%     |
|              | 1974年   | 89.80%     |
|              | 1982年   | 23.80%     |
|              | 1984年   | 75.10%     |
| 布吉納法索   | 1975年   | 61.60%     |
| 喀麦隆       | 1975年   | 18.30%     |
|              | 1969年   | 55.30%     |
|              | 1976年   | 98.30%     |
|              | 2001年   | 37.50%     |
|              | 1978年   | 96.75%     |
| 埃及         | 1969年   | 94.75%     |
| 加彭         | 1974年   | 11.20%     |
|              | 1974年   | 95.10%     |
| 几内亚       | 1969年   | 84.40%     |
|              | 1974年   | 50.00%     |
|              | 1998年   | ~6.4%      |
| 印度尼西亞   | 1969年   | 87.20%     |
| 伊朗         | 1969年   | > 99.0%    |
| 伊拉克       | 1976年   | 99.00%     |
| 约旦         | 1969年   | 97.20%     |
|              | 1995年   | 70.40%     |
| 科威特       | 1969年   | 74.10%     |
|              | 1992年   | 88.00%     |
| 黎巴嫩       | 1969年   | 61.30%     |
| 利比亞       | 1969年   | 96.60%     |
| 马来西亚     | 1969年   | 63.70%     |
| 馬爾地夫     | 1976年   | 98.40%     |
|              | 1969年   | 92.40%     |
| 毛里塔尼亚   | 1969年   | > 99.0%    |
| 摩洛哥       | 1969年   | > 99.0%    |
| 莫桑比克     | 1994年   | 18.00%     |
| 尼日尔       | 1969年   | 98.40%     |
| 奈及利亞     | 1986年   | 50.40%     |
| 阿曼         | 1970年   | 85.75%     |
| 巴基斯坦     | 1969年   | 96.40%     |
| 巴勒斯坦     | 1969年   | 97.60%     |
|              | 1970年   | 67.70%     |
| 沙烏地阿拉伯 | 1969年   | 93.00%     |
| 塞内加尔     | 1969年   | 96.40%     |
|              | 1972年   | 78.00%     |
|              | 1969年   | > 99.0%    |
| 苏丹         | 1969年   | 75.70%     |
| 苏里南       | 1996年   | 13.75%     |
|              | 1992年   | 96.70%     |
| 多哥         | 1997年   | 14.00%     |
| 突尼西亞     | 1969年   | > 99.0%    |
| 土耳其       | 1969年   | 98.00%     |
|              | 1992年   | 93.00%     |
| 乌干达       | 1974年   | 11.50%     |
| 阿联酋       | 1970年   | 76.75%     |
|              | 1995年   | 96.70%     |
| 葉門         | 1969年   | > 99.0%    |

### 观察员

#### 暂停或撤回的前观察员
| 暂停或撤回资格国家 | 加入年份 | 备注                          |
| ------------------ | -------- | ----------------------------- |
|                    | 1993年   | 1993年8月退出                 |
| 叙利亚             | 1970年   | （于2012年8月16日被暂停会籍） |

#### 观察员国
| 国家名称   | 加入年份 |
| ---------- | -------- |
| 北賽普勒斯 | 1979年   |
|            | 1994年   |
| 中非       | 1996年   |
| 泰國       | 1998年   |
| 俄羅斯     | 2005年   |

#### 穆斯林社区/观察员组织
- 摩洛民族解放阵线

#### 伊斯兰机构观察员
- 伊斯兰合作组织成员国议会联盟（Parliamentary Union of the OIC Member States，PUOICM）
- 伊斯蘭會議對話與合作青年論壇（Islamic Conference Youth Forum for Dialogue and Cooperation，ICYFDC）

#### 国际组织观察员
- 联合国（UN）
- 非洲聯盟（AU）
- 不结盟运动（NAM）
- 阿拉伯国家联盟 （LAS）
- 經濟合作組織（ECO）

## 成员国资格申请
- 白俄羅斯 -2010年申请观察员地位。[2][3]
- 巴西 - 2011年申请观察员地位。[4]
- 中非 -  2002年申请正式成员资格。[2][5]
- 中國 - 2012年申请观察员地位。[6]
- 刚果民主共和国 - 2008年申请观察员地位，[7]2011年申请成为正式成员。[3]
- 印度 - 印度是穆斯林的占少数的国家，印度在伊斯兰会议组织成立时曾表现出加入伊斯兰会议组织的成员国兴趣。[8]然而，它遭到巴基斯坦的反对。此后，印度从未正式申请以观察员身份或成员国身份加入伊斯兰会议组织。 [9]虽然印度的潜在候选资格得到了伊斯兰会议组织一些成员的支持，[10]但巴基斯坦的强烈反对和抵制伊斯兰会议组织的威胁实际上导致印度加入伊斯兰会议组织受阻。巴基斯坦外交部认为，印度加入伊斯兰会议组织将违反伊斯兰会议组织的规则，该规则要求一个有抱负的国家不应与成员国持续发生冲突。[11]
- -2011年申请正式成员资格。[3]
- 利比里亚 - 2016年11月申请正式成员资格。[12]
- 模里西斯 - 2002年申请成为正式成员。[2][5]
- 尼泊尔 - 2008年申请观察员地位。[7]
- 菲律賓 - 2008年申请观察员地位。[7]菲律宾政府曾试图加入伊斯兰会议组织，但遭到摩洛民族解放阵线的反对。摩洛民族解放阵线是伊斯兰会议组织驻菲律宾的观察员。MNLF声称，菲律宾的成员资格是不必要的。[來源請求]. 2009年，该国申办得到了印尼、伊朗、马来西亚和阿拉伯联合酋长国等机构的大力支持。[13][14][15][16]2019年，MNLF领导人之一尼尔·米苏阿里被任命为该组织的特使。[17]
- 塞爾維亞 -  2008年申请观察员地位。[7]
- 南非 - 2002年申请观察员地位。[7]
- 斯里蘭卡 - 2008年申请观察员地位。[7]

## 外部連結
- （阿拉伯文）（英文）（法文）伊斯蘭會議組織官方網站（页面存档备份，存于）
- （阿拉伯文）（英文）（法文）伊斯蘭會議最後高峰會議的文件和資料
- （英文）伊斯蘭會議組織常駐聯合國代表團網站